# 山口村 (島根県)
山口村（やまぐちむら）は、島根県簸川郡にあった村。現在の大田市山口町佐津目・山口町山口、出雲市佐田町吉野・佐田町高津屋・佐田町上橋波・佐田町下橋波・佐田町佐津目にあたる。

## 地理
- 河川：高津屋川[1]、神戸川[2]、橋波川[2]、伊佐川[3]
- 山岳：三瓶山[4]、道借山[5]、日焼山[1]、天竺山[3]、畑屋山[3]

## 歴史
- 1889年（明治22年）4月1日、町村制の施行により、神門郡吉野村、高津屋村、上橋波村、下橋波村、佐津目村、山口村が合併して村制施行し、山口村が発足[4][6]。
- 1896年（明治29年）4月1日、郡の統合により簸川郡に所属[6]。
- 1921年（大正10年）山口郵便局開設[4]。
- 1933年（昭和8年）山口村信用購買販売利用組合設立[4]。
- 1948年（昭和23年）9月1日、大字上橋波村、下橋波、吉野、高津屋、佐津目（一部）を簸川郡窪田村に編入[4][6]。
- 1954年（昭和29年）4月1日、大田市に編入され廃止[4][6]。

## 産業
- 農業[4]、林業[3]。